# ذم الكلام وأهله (كتاب)
ذم الكلام وأهله هو كتاب من تأليف أبي إسماعيل عبد الله بن محمد بن علي بن محمد بن أحمد بن علي بن جعفر بن منصور الهروي الأنصاري المعروف بـ أبي إسماعيل الهروي (396 هـ - 481 هـ)، يحذر فيه علم الكلام، ويرد فيه على المتكلمين، واستشهد فيه بالأحاديث النبوية وأقوال الصحابة والتابعين، ثم أقوال العلماء إلى عصره، ويعد الكتاب من المراجع في الرد على المتكلمين، حيث نقل عنه ابن تيمية في كتابه بيان تلبيس الجهمية، ونقل عنه في كتاب الاستقامة، ولخصه السيوطي في صون المنطق والكلام عن فن المنطق والكلام، ونقل عنه الذهبي في «تاريخ الإسلام حوادث ووفيات»، وانتقاه برهان الدين البقاعي في منتقاه سماه «أحسن الكلام»، وألف ابن اللتّي عليه منتخبين (كبير وصغير)، أملى الهروي هذا الكتاب على تلميذه أبي يحيي السجري عام 474 هـ.

## أقوال العلماء عن الكتاب
- قال السيوطي:[11] «اعلم أن أئمة السنة ما زالوا يصنفون الكتب في ذم علم الكلام والأذكار على متعاطيه وأجل كتاب ألف في ذلك كتاب "ذم الكلام وأهله" لشيخ الإسلام أبي إسماعيل الهروي»
- قال الذهبي:[12] «ولقد بالغ أبو إسماعيل في ذم الكلام على الأتباع فأجاد»
- قال ابن تيمية:[13] «لكن كثير من الناس لم يحيطوا علما بكثير من أقوال السلف والأئمة في ذلك ومعانيها، وقد جمع الناس من كلام السلف والأئمة في ذلك مصنفات مفردة مثل ما جمعه الشيخ عبد الرحمن السلمي، ومثل المصنف الكبير الذي جمعه الشيخ أبو إسماعيل عبد الله بن محمد الأنصاري الملقب بشيخ الإسلام، الذي سماه ذم الكلام وأهله»

## النسخ والطبعات

### النسخ الخطية
للكتاب عدة نسخ خطية:
- النسخة التركية وهي تقع في مجلدين في معهد الإلهيات رقم 7614.
- النسخة الظاهرية وهي محفوظة بالمكتبة الظاهرية برقم 7337.
- النسخة المحفوظة بجامعة الإمام محمد بن سعود رقم 7803.
- النسخة البريطانية وهي بالمتحف البريطاني برقم 7520.

### الطبعات
طبع الكتاب ثلاث طبعات:
- طبعة دار الفكر اللبناني، بتحقيق سميع دغيم
- طبعة مكتبة العلوم والحكم - المدينة المنورة، بتحقيق عبد الرحمن عبد العزيز الشبل[2]
- طبعة مكتبة الغرباء الأثرية، بتحقيق عبد الله بن محمد بن عثمان الأنصاري[1]

## وصلات خارجية
- ذم الكلام وأهله لعبد الله الهروي الأنصاري، على مكتبة إسلام ويب.
- كتاب ذم الكلام وأهله، على جود ريدز.